# جوان داينر
جوان داينر (بالإنجليزية: Joan Diener)‏ هي مغنية وممثلة أمريكية، ولدت في 24 فبراير 1930 في كولومبوس في الولايات المتحدة، وتوفيت في 13 مايو 2006 في نيويورك في الولايات المتحدة بسبب سرطان. من الجوائز التي نالتها جائزة المسرح العالمي سنة 1954.

## جوائز
- جائزة المسرح العالمي (1954)

## وصلات خارجية
- جوان داينر على موقع IMDb (الإنجليزية)
- جوان داينر على موقع ميوزك برينز (الإنجليزية)
- جوان داينر على موقع قاعدة بيانات برودواي على الإنترنت (الإنجليزية)
- جوان داينر على موقع ديسكوغز (الإنجليزية)
- جوان داينر على موقع قاعدة بيانات الفيلم (الإنجليزية)